# 融水郡
融水郡，中国唐朝时设置的郡。
天宝元年（742年）改融州置，治所在融水县（今广西壮族自治区融水苗族自治县）。辖境相当今融江中游一带。乾元元年（758年）复名融州。 